# 耶伊
耶伊（Yei）是南蘇丹西南部的城市，由中赤道州負責管轄，位於首都朱巴西南約170公里，毗鄰與剛果民主共和國和烏干達接壤的邊界，2011年人口估約185,000。

## 外部連結
- Gurtong Peace Project with information about South Sudan